# ルパート・シュタウディンガー
ルパート・シュタウディンガー（英語: Rupert Staudinger、1997年7月15日 - ）は、イギリスのリュージュ選手。

## 経歴
シュタウディンガーは2018年冬季オリンピックのリュージュ男子1人乗りにイギリス代表として出場。自己ベストを更新する走りを見せたが、全体の33位で終了した。